# Edgar Gilmont
Edgar ou Edgard Gilmont, né le 7 mars 1887 à Seneffe et mort le 2 juin 1949 à Cagnes-sur-Mer, est un peintre belge.

## Biographie

### Famille
Edgar (Edgard Henri Ghislain) Gilmont, né le 7 mars 1887 à Seneffe, est le fils d'Henri Joseph Gilmont (1861), charcutier, et de Julia Botte (1865-1893). Orphelin de mère à six ans, il est élevé à Manage. En 1919, il s'établit à Bellecourt avec son épouse Flora Warolus (1891), dont il divorce,.

### Carrière
Edgar Gilmont est initialement peintre décorateur et réalise des imitations de bois et de marbre. Durant ses loisirs, il ébauche des paysages et dessine des figures. Sur les conseils d'amis, il devient, de 1920 à 1922, étudiant en peinture à l'Académie royale des beaux-arts de Bruxelles, où il bénéficie de l'enseignement d'Herman Richir et de Jean Delville. 
En 1924, il se rend en Provence et aux Pays-Bas et commence à exposer ses toiles.
Le 2 juin 1949, Edgar Gilmont, meurt à l'âge de 62 ans à Cagnes-sur-Mer, où il était établi depuis plusieurs années dans un vieux logis qu'il avait rénové afin d'y exercer son art. 

## Œuvre

### Caractéristiques
Le champ pictural d'Edgar Gilmont couvre d'abord l'univers de l'industrie minière, dans la région du centre où il réside. Il représente des terrils, des mineurs, des hiercheuses et des ouvrières dans leur réalité : Le Pinsonniste, Tête de vieux mineur, ou Terrils de Haine-Saint-Paul.
Après son voyage en Provence en 1924, il élargit l'expression de son talent en peignant des paysages colorés de la Côte d'Azur comme Vieilles maisons à Cagnes, Barques jaunes ou Le Mont-Saint-Jeannet, et des natures mortes.

### Reconnaissance
Son paysage Jacquou à Cagnes est acquis par le gouvernement belge en 1925. Lors de l'exposition d'art belge au Caire de 1927, sa toile Les Amandiers en fleurs est achetée par le ministre belge en Égypte.
En 1943, Jean Cocteau écrit, dans la perspective d'une exposition à Paris, qu'il attend « avec un grand intérêt l'évolution de la production de ce réel poète qu'est Edgar Gilmont, dont la pureté et la sincérité nous émeuvent profondément ».

### Collections muséales
- Musées royaux des Beaux-Arts de Belgique (Bruxelles) : Nature morte (s.d.), huile sur toile, inventaire no 6720, format 100 × 72 cm, legs de la veuve de l'artiste, Godarville, en 1955[7].
- Musée Carnavalet : Le peintre Edgar Gilmont au café "Chez Marin" à Montparnasse, photographie de Willy Maywald, 1938[8].